# Eberhard Schöck

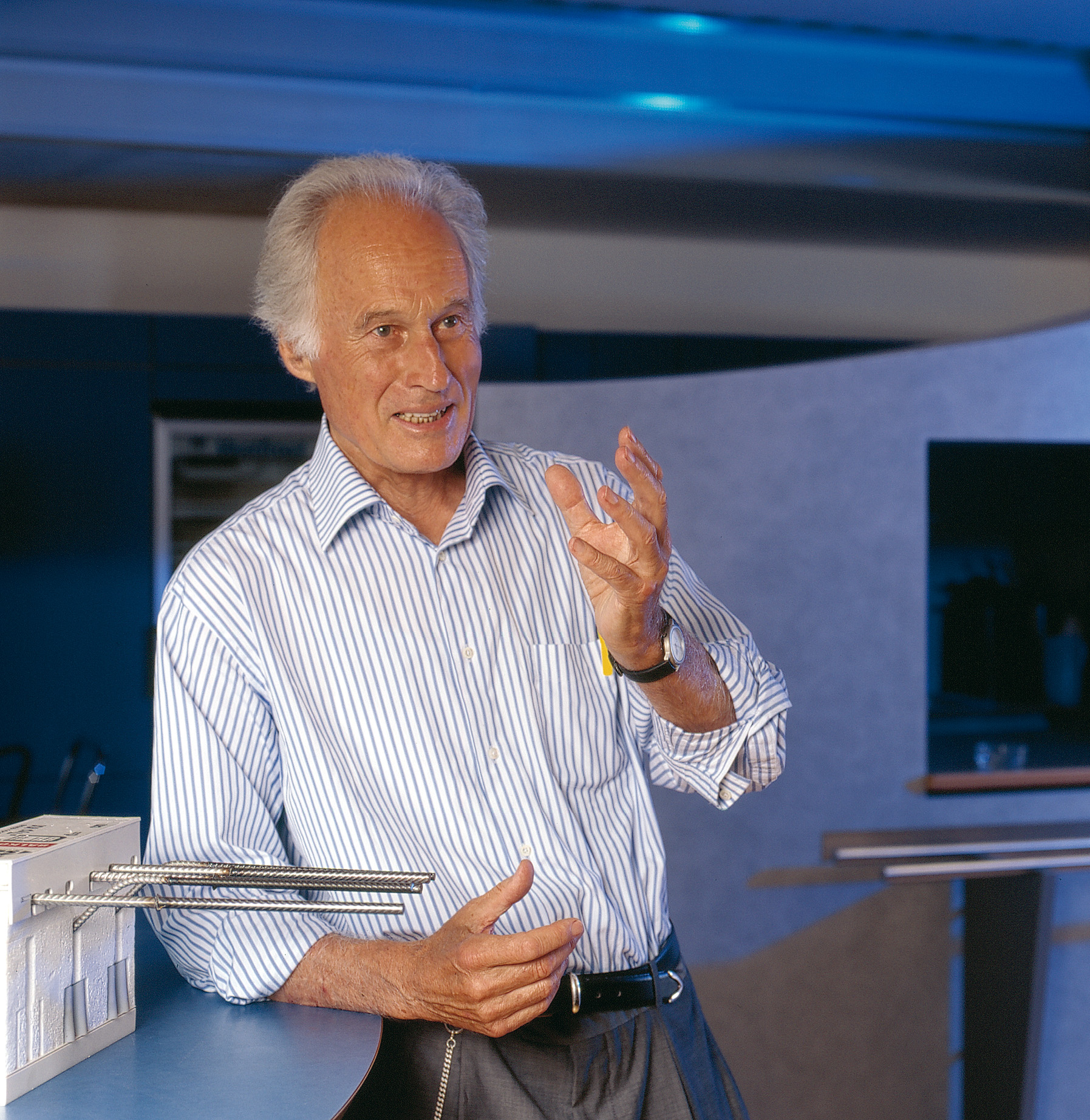

Eberhard Schöck (* 26. April 1935 in Nürtingen; † 19. Januar 2022 in Marbella, Spanien) war ein deutscher Bauingenieur und Erfinder des „Isokorbs“, eines Bauelements zur Verringerung von Wärmebrücken z. B. an Balkonen. Des Weiteren war Schöck der Gründer der Eberhard-Schöck-Stiftung.

## Leben
Eberhard Schöck wurde als drittes Kind des ortsansässigen Elektroingenieurs Walter Schöck und dessen Ehefrau Martha geboren. Nach seiner Grundschulzeit besuchte er das Nürtinger Gymnasium. 1950 begann seine Familie mit dem Bau eines Einfamilienhauses. Da die Familie über wenig Geld verfügte, war auch der 15 Jahre alte Eberhard zum Mithelfen verpflichtet worden. Der Hausbau beeindruckte ihn so sehr, dass er sich entschloss, Bauingenieur zu werden. Um dieses Vorhaben in die Tat umzusetzen, begann er eine Maurerlehre, die als Vorpraktikum für die „Fachhochschule für Bauwesen“ verlangt wurde. Während seiner dreijährigen Ausbildungszeit arbeitete Eberhard Schöck bei Klein- und Großunternehmen, in einem Betonwerk, bei zwei Architekten und für kurze Zeit als Vorarbeiter.
Nach seiner Facharbeiterprüfung als Maurer arbeitete er sechs Monate in der französischen Schweiz. 1956 bestand er an der Fachhochschule in Stuttgart sein Vordiplom. Danach ging er nach Hamburg, um an der dortigen Fachhochschule sein Studium des Bauingenieurwesens fortzusetzen. In den Semesterferien arbeitete er als Auslandspraktikant in England und in der Türkei. Während dieser Zeit im Ausland entdeckte er sein Interesse an der Baurationalisierung. Nach bestandener Diplomprüfung an der Fachhochschule Hamburg (1958) kehrte Eberhard Schöck nach Stuttgart zurück und arbeitete dort als Wissenschaftlicher Assistent beim „Institut für Arbeitswissenschaft“.
Anfang der 1960er Jahre trat er eine Bauleiterstelle bei einem Bauunternehmen im südbadischen Steinbach an. 1962, im Alter von 27 Jahren, beschloss er, im Nachbardorf Varnhalt ein eigenes Bauunternehmen zu gründen, den Schöck Bautrupp. Mit seinem VW-Käfer mit Anhängerkupplung, einem kleinen Bankkredit, fünf Männern am Bau und seiner Frau, die sich um die Finanzen kümmerte, startete Eberhard Schöck seine unternehmerische Laufbahn. Neben dem Bauunternehmen entstand eine Bauteileproduktion, die heute als Schöck Bauteile GmbH bekannt ist.
Während seine Frau innerhalb der nächsten sechs Jahre vier Kinder – Felicitas, Sebastian, Simone und Robin – zur Welt brachte, entwickelte sich sein Unternehmen stetig weiter. Der Firma kam entgegen, dass die zerbombten Städte nach dem Zweiten Weltkrieg wieder aufgebaut werden mussten. Sie erhielt Aufträge zwischen dem südlichen Schwarzwald und Heidelberg.
1979 verbrachte Familie Schöck Weihnachten in Zermatt. In diesem Urlaub bemerkte Eberhard Schöck nach eigener Aussage feuchte Zimmerdecken, die er als Indiz für die schädliche Auswirkung der Wärmebrücken bei auskragenden Betonteilen wertete. Erste Skizzen entstanden, die in einer konkreten Produktentwicklung, dem sogenannten „Isokorb“ endeten, einer Lösung zur Vermeidung von Wärmebrücken bei auskragenden Stahlbetonteilen und den damit verbundenen Bauschäden. Im Jahr darauf meldete er dafür ein Patent an. 1983 wurde der Isokorb auf dem Markt eingeführt und stieß zuerst auf Skepsis. Schöck entwickelte auch eine sogenannte „Tronsole“ zur Vermeidung von Trittschall im Treppenhaus, die 1985 zum Patent angemeldet wurde.
Im Alter von 55 Jahren zog sich Eberhard Schöck aus gesundheitlichen Gründen aus der Geschäftsführung zurück und gründete 1993 die Schöck AG als Holding-Gesellschaft. Von 1993 bis 2003 war er Aufsichtsratsvorsitzender. Der jüngste Sohn, Robin Schöck, vertritt seit 2003 die Interessen der Familie Schöck im Aufsichtsrat.
1992 gründete Eberhard Schöck die Eberhard-Schöck-Stiftung zur Förderung des Bauhandwerks in Mittel- und Osteuropa. Hier übernahm er das Amt als Vorstandsvorsitzender. Mit seiner Stiftung unterstützt er den Verein Deutsche Sprache, unter anderem als Stifter des Kulturpreises Deutsche Sprache. Im Jahr 2002 übergab Eberhard Schöck den Preis an Ljudmila Putina, die damalige Ehefrau Wladimir Putins, für „die Pflege des Deutschen als Fremdsprache in der Russischen Föderation“.

## Auszeichnungen
Eberhard Schöck gehörte zu den Finalisten im Wettbewerb „Entrepreneur des Jahres 2008“.
2009 überreichte Wirtschaftsminister Ernst Pfister die Wirtschaftsmedaille des Landes Baden-Württemberg an Eberhard Schöck für „seine herausragenden unternehmerischen Leistungen und besonderen Verdienste um die Wirtschaft des Landes Baden-Württemberg.“